# Comarostaphylis discolor
Comarostaphylis discolor là một loài thực vật có hoa trong họ Thạch nam. Loài này được (Hook.) Diggs mô tả khoa học đầu tiên năm 1982.